# Johnson (Vermont)
Pour les articles homonymes, voir Johnson.
Johnson est une municipalité (town) américaine de l'État du Vermont, située dans le comté de Lamoille. Lors du recensement de 2020, sa population s'élevait à 3 491 habitants.

## Géographie
La municipalité s'étend sur 116,8 km2, entre la vallée de la Lamoille et les montagnes Vertes, autour du village de Johnson, situé au confluent du Gihon et de la Lamoille.
| Waterville | Belvidere  | Eden      |
|            | Johnson    | Hyde Park |
| Cambridge  | Morristown |           |

## Histoire
La localité est fondée en 1792 et porte le nom de William Samuel Johnson.

## Politique et administration
La municipalité est administrée par un conseil de cinq membres élus (Selectboard) qui est responsable de la conduite générale des affaires locales. Il a pour fonctions de publier les règlements locaux, préparer le budget, superviser toutes les dépenses, gérer les employés municipaux et contrôler les bâtiments et les biens publics. Il est assisté de « justices de paix » élus et d'un administrateur (clerk town), réunis au sein du Conseil de l'autorité civile.